# Bamazomus vespertinus
Bamazomus vespertinus är en spindeldjursart som beskrevs av Harvey 200. Bamazomus vespertinus ingår i släktet Bamazomus och familjen Hubbardiidae. Inga underarter finns listade.